# Храпай Григорій Архипович
Григорій Архипович Храпай  (6 серпня 1907, село Обтове, нині Конотопського району Сумської області — 24 червня 1941, місто Броди) — радянський військовий льотчик. У перші дні німецько-радянського зіткнення під час Другої світової війни здійснив перший таран по наземній цілі.

## Біографія
Народився 6 серпня 1907 року (за старим стилем) в селі Обтове (нині Кролевецький район, Сумська область).
До війни служив на Чорноморському флоті, а після звільнення в запас мешкав та працював в Одесі. У 1934 році вступив до 8-ї військової школи пілотів в Одесі. Разом з іншими льотчиками бомбардувальників свого полку брав участь у боях проти білофінів на Карельському перешийку. Вже тоді командування відзначало його високу бойову майстерність.

Під час другої світової війни Григорій Храпай вів бої швидкісними бомбардувальниками. Громлячи ворога, виявляв холоднокровність, безстрашність, мужність. Таким був і його останній політ на п'ятий день війни. Про цей подвиг пам'ятає колишній льотчик 33-го авіаполку, офіцер запасу Микола Лазуренко, який нині проживає у Вінницькій області.
24 червня дев'ятка радянських бомбардувальників вилетіла в район на північ від Бродів. У невеликої річки льотчики побачили скупчення німецьких бронетранспортерів, танків. Очевидно, противник хотів з ходу форсувати водну перешкоду, але болотисті берега не дозволили рухатися далі. Працювали сапери, готувалися гати. А літаки нашої ескадрильї, наблизившись до річки, знизилися і стали бомбити загарбників. Важкі авіабомби розбивали танки, піднімали фонтани землі. Внизу — паніка. Кілька танків вийшли на зроблену гать, щоб рванути вперед.
У строю бомбардувальників у цей час загорівся літак капітана Григорія Храпая.
Що робити?

Рішення визріло миттєво: знищити танки, які намагалися форсувати річку. Твердою рукою відважний льотчик повів палаючий літак на обрану ціль. «Гину за щастя народу!» — передав по радіо Храпай, коли його машина кометою падала на бойову техніку ворога.
Вдалося встановити прізвища відважних бойових товаришів старшого лейтенанта Храпая, з якими він здійснив такий героїчний подвиг. Штурманом бомбардувального екіпажу був лейтенант Філатов, стрільцем-радистом — старший сержант Тихомирів.
Про подвиг льотчика Храпая написані вірші. Його однополчанин Курін присвятив йому такі рядки:
Помираючи, колону танків
Підпалив і розвіяв в пил.
Хто зрівнятися зможе з ним? Данко?
Данко — легенда. А це — правди хил.